# Astrocaryum ciliatum
Astrocaryum ciliatum är en enhjärtbladig växtart som beskrevs av Francis Kahn och B.Millán. Astrocaryum ciliatum ingår i släktet Astrocaryum och familjen Arecaceae. Inga underarter finns listade i Catalogue of Life.